# Державний радник юстиції 2 класу

Знаки розрізнення державного радника юстиції 2 класу.

Державний радник юстиції 2 класу — класний чин в органах прокуратури України. Такий класний чин з'явився у прокуратурі СРСР у 1943 році. Присутній також у деяких державах які утворилися після розпаду СРСР у 1991 році (наприклад у Російській Федерації).

## Історія
У СРСР класний чин державного радника 2 класу з'являється згідно з указом Президії ВС СРСР від 16.09.1943 року «О встановленні класних чинів для прокурорсько-слідчих органів прокуратори». Даний класний чин відповідав посаді прокурорів союзних республік, старші помічники Генерального прокурора СРСР (начальники головних управлінь, управлінь та відділів Прокуратури Союзу РСР).
У прокуратурі УРСР державний радник юстиції 2 класу був найвищим класним чином. Цей чин відповідав посаді прокурора УРСР (як прокурора однієї з союзних республік).
В Україні класний чин державного радника 2 класу встановлений постановою Верховної Ради України від 6 листопада 1991 року № 1795-XII «Про затвердження Положення про класні чини працівників органів прокуратури України».

## Посада
Згідно з Постановою «Про затвердження Положення про класні чини працівників органів прокуратури України», класний чин державного радника юстиції 2 класу відповідає посадам:
- заступника Генерального прокурора України;
- прокурор Кримської АРСР (пізніше Автономна Республіка Крим);
- прокурори областей поза групою, та м. Києва.

## Історичні розрізнення державного радника 2 класу СРСР
Знаками розрізнення державних радників 2 класу прокуратури СРСР з 1943 року були шестикутні погони з «генеральським зигзагом», на кожному з яких розміщувалися дві п'ятипроменеві зірочки. Між ґудзиком у верхній частині погона та зірочками розташовувалася металева золочена емблема. Розмір погонів дорівнював 14(16)х4,5 см, розмір зірочок дорівнював 18 мм. Вздовж погона розміщувалася світло-зелена облямівка завширшки 0,3 см.
У 1954 році, погони для прокуратури було скасовано, а знаки розрізнення чинів переходять на оксамитові петлиці з золотою облямівкою завширшки 5 мм. Державний радник 2 класу мав петлиці з двома зірочками. Розмір петлиць дорівнював 100(95 у скошеній частині)х33 мм, розмір зірочок дорівнював 20 мм. У верхній частині петлиці розміщувалася емблема.

## Знаки розрізнення державного радника 2 класу України
У прокуратурі України позначення чинів знову взяли на себе погони. Державний радник 2 класу має погони подібні до генерал-лейтенанта України (до 2016 року). На погонах з «генеральським зигзагом» розташовується дві п'ятипроменеві зірочки. На сорочці погони шестикутної форми з емблемою та ґудзиком у верхній частині погону, на мундирі використовуються нашивні погони п'ятикутної форми.